# Ernest Bauman
Ernest Bauman (ur. 1805 w Poznaniu, zm. 11 września 1889 w Sanoku) – inżynier, powstaniec listopadowy.

## Życiorys
Ernest Bauman urodził się w 1805 w Poznaniu. Był pochodzenia niemieckiego, zaś z przekonania poczuwał się Polakiem.
Został żołnierzem Wojska Polskiego Królestwa Kongresowego. Brał udział w powstaniu listopadowym jako podoficer Pułku Jazdy Poznańskiej. Został ranny podczas walk. Za waleczność 15 września 1831 został odznaczony Krzyżem Srebrnym Wojskowego Orderu Virtuti Militari (nr 2952).
Około 1848/1849 udał się na emigrację, później powrócił z niej. Pracował jako inżynier prywatny wzgl. architekt prywatny. W Sanoku zamieszkiwał w domu pod numerem konskrypcyjnym 250. Był żonaty z Ludwiką z domu Dorych. Jego synami byli Stanisław (inżynier geometra w Sanoku) i Roman (kupiec w Bochni).
Zmarł 11 września 1889 w Sanoku. Został pochowany na cmentarzu przy ulicy Jana Matejki w Sanoku 13 września 1889. Jego grób nie zachował się. Tabliczka pamięci Ernesta Baumana została umieszczona na rodzinnym grobowcu, położonym w części tego cmentarza przy ulicy Rymanowskiej.
Nieopodal grobowca Baumanów został postawiony dębowy Krzyż Powstańców, który w 1923 ustanowili sanoccy harcerze i uczniowie Państwowego Gimnazjum im. Królowej Zofii w Sanoku: Fritz Hotze, Józef Pudełko, Tadeusz Riedrich, Zygmunt Żyłka-Żebracki, dla upamiętnienia polskich powstań niepodległościowych. Umieszczono na nim tabliczkę z napisem: Bohaterom z 1831/63 Harcerze 1923, która została wykonana w Sanockiej Fabryce Wagonów. 11 listopada 1996 roku poświęcono nowy krzyż wraz z odnowioną tabliczką metalową, którą ufundował ówczesny Naczelnik ZHP, Ryszard Pacławski (obecnie jest zamontowana u zbiegu dwóch części drzewa krzyża i zawiera inskrypcję Bohaterom z 1831 63 Harcerze 1923 1996). Ponadto na pionowej części drewnianej krzyża przymocowano tabliczkę z napisem Ernest Bauman Powstaniec 1831 r. Kawaler V.M. pof. pułku jazdy pozn.
Order Virtuti Militari należący do Ernesta Baumana przekazał jego syn Stanisław Bauman swojemu wnukowi, majorowi Stanisławowi Biedze.
Grobowiec Wojciecha Dąbrowskiego został wpisany przez Instytut Pamięci Narodowej do ewidencji grobów weteranów walk o Wolność i Niepodległość Polski. 

## Galeria

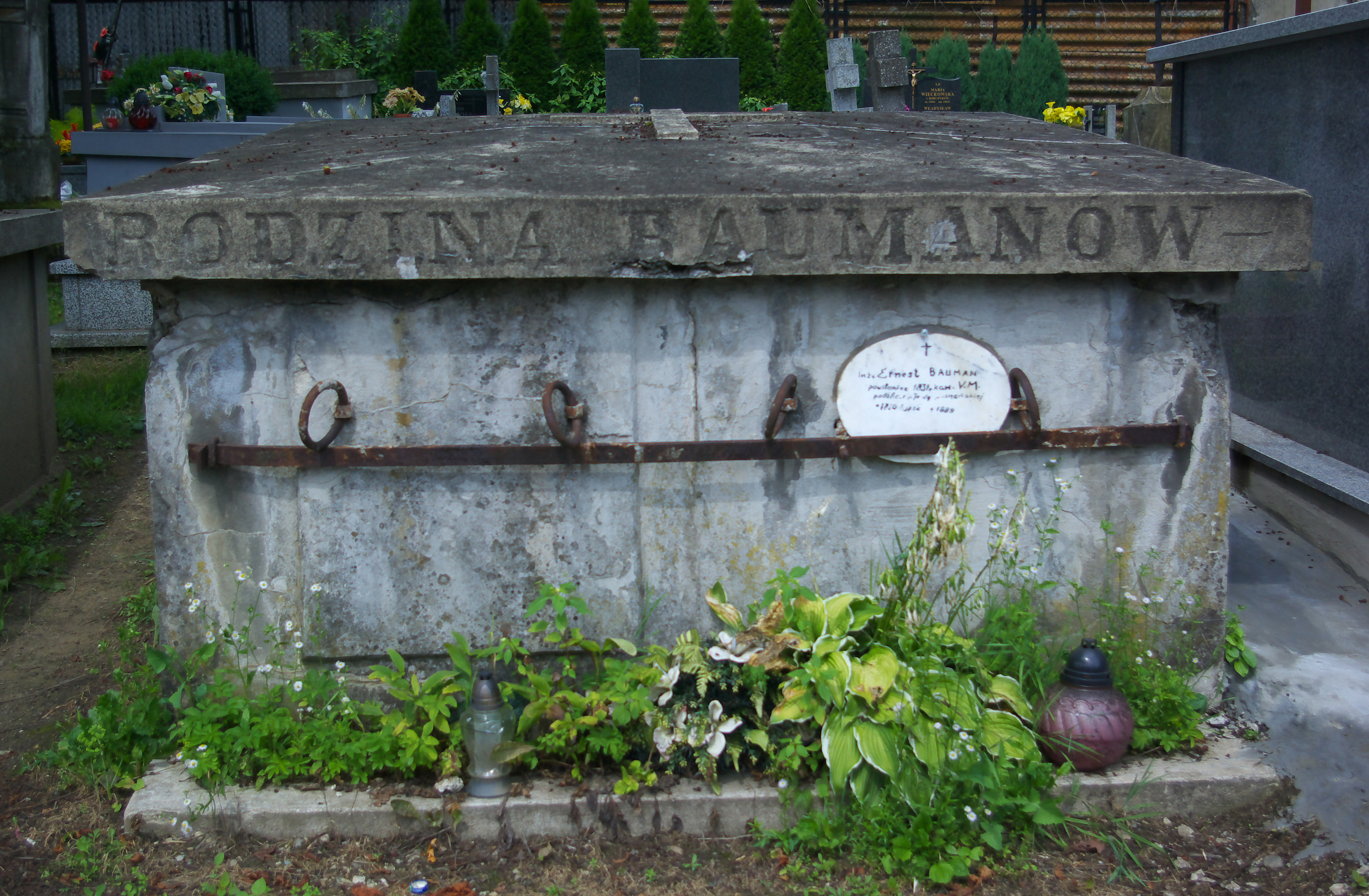
Grobowiec Baumanów
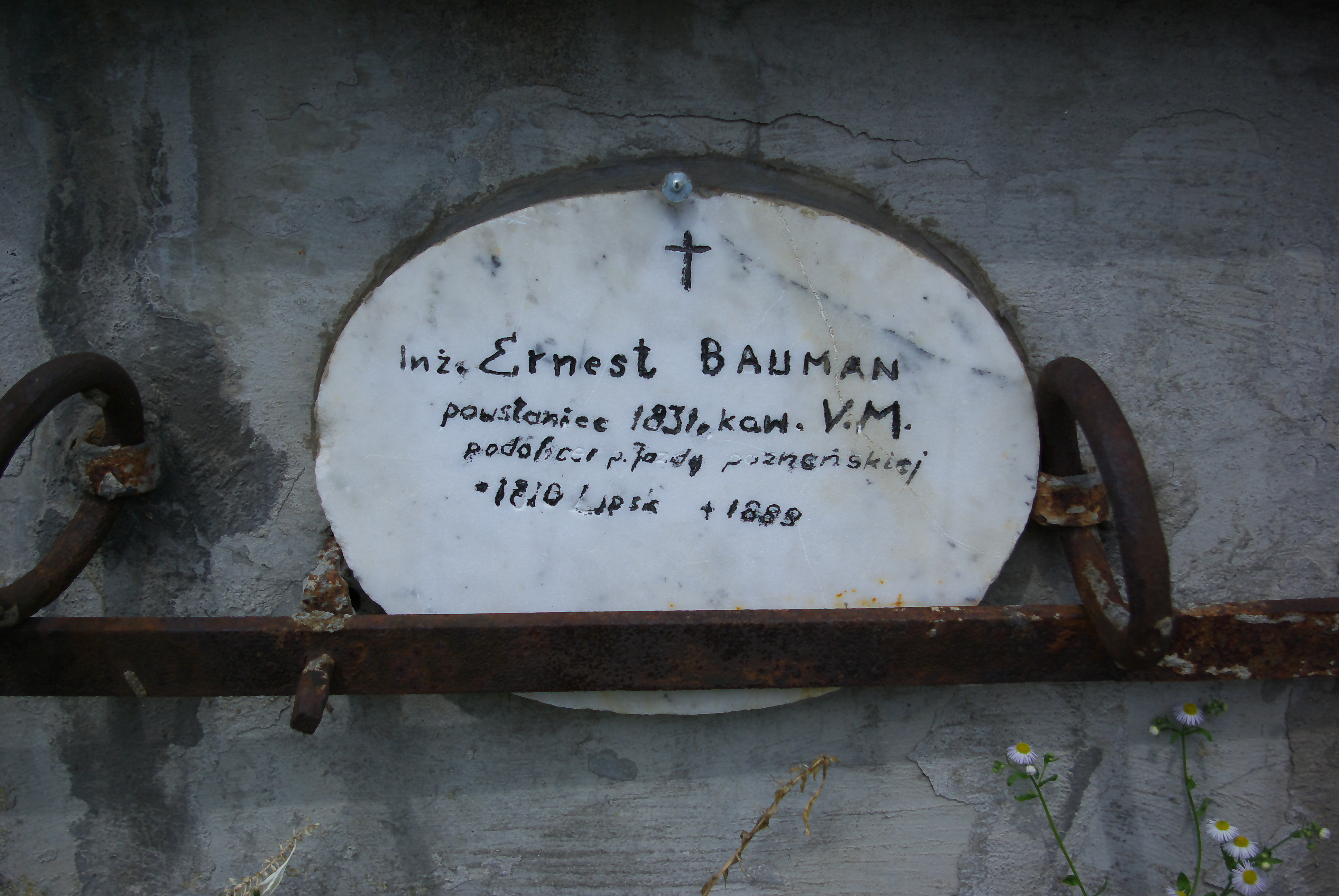
Tablica nagrobna Ernesta Baumana
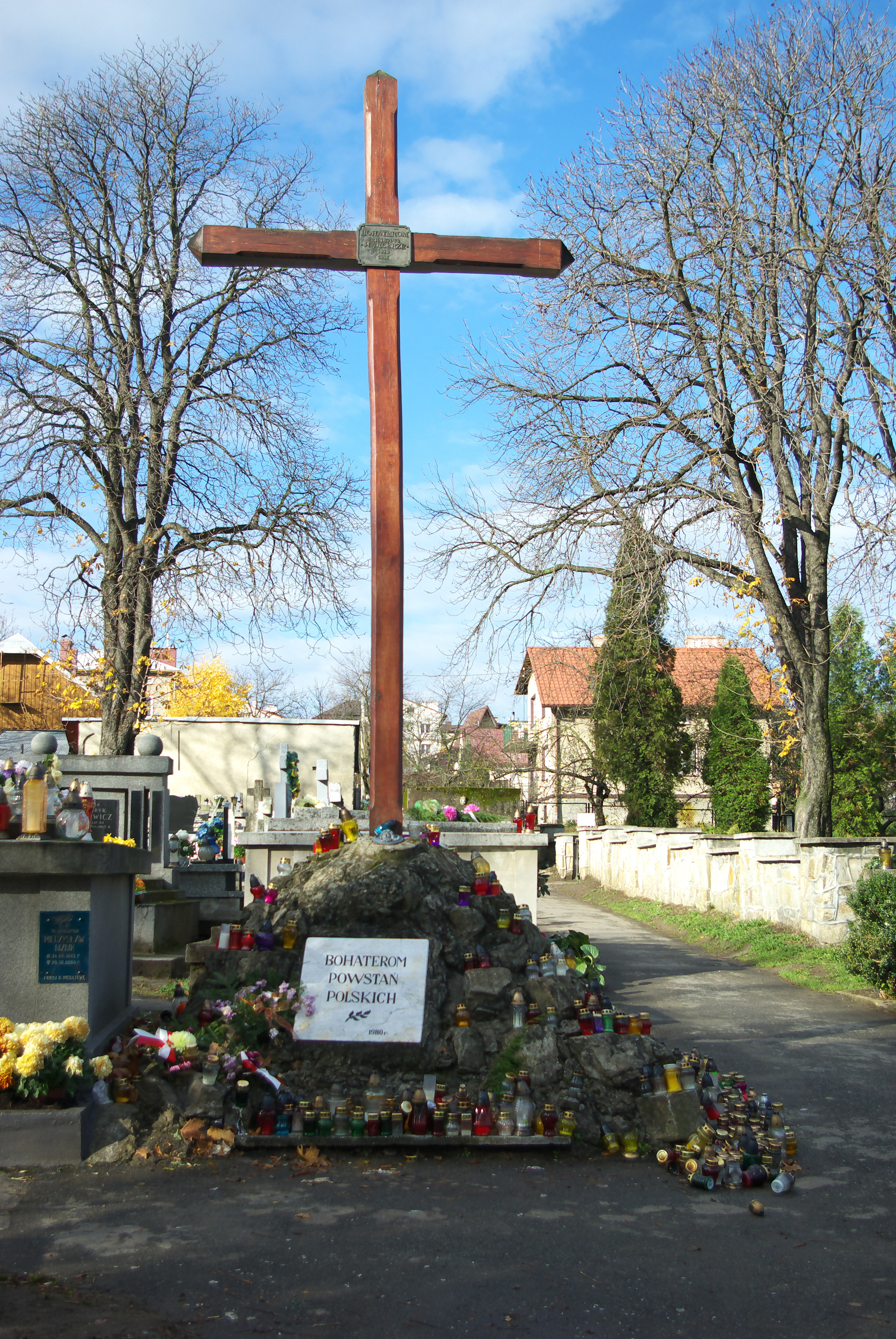
Krzyż Powstańców
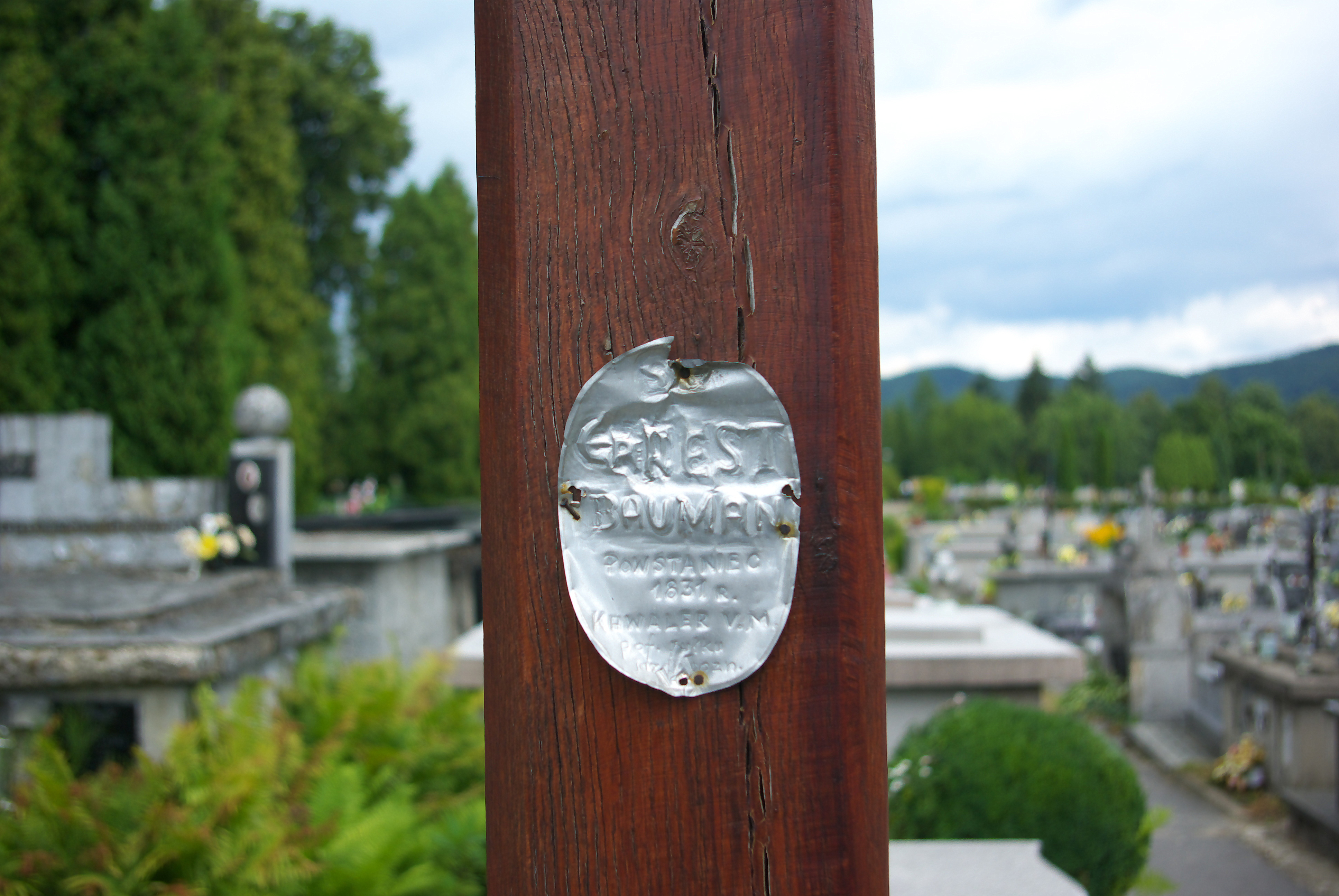
Tabliczka na Krzyżu Powstańców